# Yucca Valley (Kalifornija)
Yucca Valley je gradić u američkoj saveznoj državi Kalifornija. Prema popisu stanovništva iz 2010. u njemu je živjelo 20.700 stanovnika.